# Płajtek
Płajtek – jezioro w woj. warmińsko-mazurskim, w powiecie iławskim, w gminie Iława, leżące na terenie Równiny Iławskiej.

## Dane morfometryczne
Powierzchnia zwierciadła wody wynosi 10,0 ha.

## Hydronimia
Według urzędowego spisu opracowanego przez Komisję Nazw Miejscowości i Obiektów Fizjograficznych (KNMiOF) nazwa tego jeziora to Płajtek. W różnych publikacjach i na mapach topograficznych jezioro to występuje pod nazwami Duży Płajtek lub Duży Plajtek.